# Anticlea canaliculata
Anticlea canaliculata, en chino simplificado, 灰褐大波尺蛾 o "polilla marrón grande", es una especie de polilla perteneciente a la familia Geometridae. La especie fue descrita por primera vez por William Warren habiendo sido descrita en 1896, con distribución en la isla de Taiwán. Es una especie mediana con una envergadura de 31 milímetros (1,2 plg), de color gris blanquecino, teñido de gris oscuro. Las líneas principales de las alas son finas negras y oblicuas. El holotipo de la especie fue descrita en Sikkim, al norte de India.

## Descripción
Las alas anteriores son gris blanquecino, finamente espolvoreado con gris oscuro. Cuenta con una mancha triangular en la región basal del ala color castaña bordeada por la línea curvada y oblicua hacia adentro. La primera línea transversal es triple, la línea externa es doble. La línea submarginal corre desde una gran mancha costal, ondulada hacia la mediana y luego fuertemente dentada y aproximándose a la línea externa.
Las alas posteriores son casi enteramente blancas con una línea submarginal gris curva muy tenue y hacia el ángulo anal cuenta con dos o tres pares de puntos oscuros. La parte inferior es blanquecina, con las alas anteriores teñidas de rojizo sucio, especialmente hacia el ápice. La cabeza y palpos son castaños; el tórax y abdomen son una mezcla de gris y castaño.